# Съезд в Исадах
Съезд в Исадах — княжеский съезд в Исадах в 1217 году, организованный Глебом и Константином Владимировичами, с целью уладить междоусобные споры. Закончился убийством 6 претендентов на княжеский престол.

## История

### Предпосылки
Междоусобная борьба в Рязанском княжестве между рязанскими и пронскими князьями началась после смерти Глеба Ростиславича во владимирской тюрьме (1177), когда княжество унаследовали пятеро его сыновей. В Рязанском княжестве пересекались черниговские и владимирские интересы.
Рязанские князья, наиболее активно сопротивлявшиеся распространению на Рязань владимирского влияния, состояли в династических союзах с лидерами черниговских Ольговичей: Роман Глебович рязанский, пытавшийся в 1180 году подчинить Пронское княжество, был женат на дочери Святослава Всеволодовича киевского, а Михаил Всеволодович пронский затем — на дочери Всеволода Святославича Чермного.
В 1207 году, после предельного обострения отношений с Ольговичами, Всеволод Большое Гнездо сжёг Рязань, обманом пленил Романа и Святослава Глебовичей, двух сыновей последнего, а также Ингваря и Юрия Игоревичей, затем посадил в княжестве своих наместников. Из последующего сообщения летописи об отсылке рязанцами во Владимир «остальных» князей с княгинями, в частности, Рыжов К. В. делает вывод о пленении и Романа Игоревича. Между тем Войтович Л. не упоминает о нахождении Романа Игоревича в плену.
В 1210 году между Всеволодом Чёрмным и Всеволодом Большое Гнездо был заключён мир, скреплённый женитьбой преемника последнего, Юрия, на черниговской княжне. После смерти отца (1212) Юрий отпустил из плена рязанских князей, и во Владимиро-Суздальском княжестве началась междоусобная война, где Юрий с помощью муромцев боролся против своего брата Константина, поддерживаемого смоленскими князьями, и последний одержал победу в 1216 году. Об участии рязанских князей в том конфликте сведений нет, но в период второго княжения Юрия во Владимире Ингварь Игоревич отстоял Рязань против Глеба Владимировича с владимирской помощью (1219), а рязанцы участвовали в военных акциях владимирских князей вместе с муромскими (1232).

### Вопрос о рязанском князе
Мнения историков относительно того, кто в период 1212—1217 годов занимал рязанский престол, разнятся.
В известии об освобождении рязанских князей из владимирского плена сообщается о смерти Романа Глебовича: «того же лета Георги Всеволодичь высажа ис погреба князи рязанстии и дружину их: седоша бо лет 6, Роман ту и умре. Георги же, одарив их золотом, и сребром, и коньми и дружину их такоже одари, утвердився с ними крестным целованием, пусти их въсвояси». Российский историк Татищев В. Н. считал, что Роман Глебович умер в 1216 году от длительной болезни, и этим объяснял необходимость съезда в Исадах в 1217 году. Л. Войтович также придерживается версии, что Роман Глебович умер в 1216 году во владимирском плену, но считает (как и Рыжов К. В.) рязанским князем в период 1212—1217 годов Романа Игоревича, погибшего на съезде.
В качестве организатора съезда однозначно назван Глеб Владимирович, но именование его летописью Рязанским само по себе не является указанием на занимаемый стол, а о времени и обстоятельствах потери им Рязани затем неизвестно, как неизвестно о времени и обстоятельствах вокняжения в Рязани Ингваря Игоревича. По версии Рыжова К. В., Ингварь стал рязанским князем в связи с гибелью своего старшего брата Романа Игоревича в Исадах.

### Съезд
Съезд произошёл 20 июля 1217 года, в день памяти святого пророка Ильи. Лаврентьевская летопись рассказывает о событиях под 6725 мартовским годом, Новгородская первая летопись — под 6726 ультрамартовским.
По приглашению рязанских князей Глеба и Константина Владимировичей в Исады съехались с боярами ближними и почётной дружиной князья рязанские и пронские.
Во время пира в шатры ворвались дружинники Глеба и Константина Владимировичей и их сообщники-половцы и перебили всех гостей.

#### Жертвы
В Исадах, как гласит летопись, злодеи убили «пять братаничей, а шестаго брата роднаго».
Жертвами расправы стали согласно Лаврентьевской летописи «Изяслав, Кир Михаил, Ростислав, Святослав, Глеб и Роман», Ингварь же приехать не успел. Такой же перечень присутствует в Синодальном списке Новгородской первой летописи. Это были потомки князя Глеба Ростиславича Рязанского, преимущественно (или исключительно) его внуки — дети его сыновей (Романа, Игоря, Владимира, Всеволода, Святослава, Ярослава), но чьим именно сыном был каждый из жертв убийства — точно не ясно.
Расшифровка отчеств даётся по Татищеву В. Л.:
1. Изяслав Владимирович — родной брат Глеба; в других эпизодах его отчество «Володимирич» указывается.
2. Михаил Всеволодович — отчество не вызывает сомнений.
3. Ростислав Святославич — отец точно неизвестен. Ф. Б. Успенский предполагает, что он мог быть сыном Романа Глебовича — старшим из внуков[14].
4. Святослав Святославич — отец точно неизвестен. Ф.Б. Успенский сомневается в «отцовстве» Святослава Глебовича, поскольку тогда бы этот сын действительно бы носил отчество «Святославич», а в системе именования Рюриковичей существовало табу на то, чтобы давать сыну языческое имя живого отца
5. Глеб Игоревич — отец точно неизвестен; им может быть любой из Глебовичей (кроме Владимира, у которого уже был сын с таким именем). Н. Баумгартен считает его сыном Игоря, то есть родным братом Романа и Ингваря[15].
6. Роман Игоревич — отчество «Игоревич» упоминается в других эпизодах. Брат спасшегося Ингваря.

Ф.Б. Успенский уточняет, что хотя князь Константин, согласившийся помогать организатору резни Глебу Владимировичу, именуется его «братом», необязательно, что он был его родным братом (и сыном Владимира Глебовича), а не двоюродным. Отчества этого Константина в источниках не указано.

### Последствия
После смерти родственников на рязанский престол взошёл Ингварь Игоревич, который не был на съезде.
В 1219 году он разбил Глеба и приведённых им половцев, затем, запросив помощь у великого князя Владимирского Юрия Всеволодовича, разбил их ещё раз. Проиграв борьбу за Рязань, Глеб бежал к половцам, где вскоре умер, сойдя с ума.
Константин спустя 20 лет участвовал в борьбе за Галич на стороне Ростислава черниговского.